# 李鉄
李鉄（リー・ティエ、漢音読み: り てつ、簡体字: 李铁、繁体字: 李鐵、ピンイン: Lǐ Tiĕ、1977年9月18日 - ）は、中華人民共和国の元プロサッカー選手。元中国代表。現役時代のポジションはミッドフィールダー。

## 来歴
中国が初出場した2002年のFIFAワールドカップでグループリーグ3試合にフル出場するなど、中国代表の中心選手であった。ワールドカップ終了後は李瑋峰と共にイングランド・プレミアリーグのエヴァートンFCへ移籍、中国人初のプレミアリーガーでもある。2002/2003シーズンは公式戦33試合に出場、監督モイーズの信頼を勝ち取り、トーマス・グラベセンとボランチを組みレギュラーとして活躍した。しかし2004年2月の代表合宿で骨折し約1年間離脱、その後エバートンを退団するまで2年半公式戦出場はゼロだった。2006年プレミアリーグのシェフィールド・ユナイテッドへと移籍したが2年間で公式戦出場1試合と出場機会に恵まれず、2008年、成都謝菲聯に移籍した。2012年に古巣の遼寧足球倶楽部で現役を引退したが、怪我の為2010年が最後の試合出場となった。
引退後は広州恒大足球倶楽部、河北華夏幸福足球倶楽部などでコーチや監督を歴任している。
2020年から前年に辞任したマルチェロ・リッピの後任として中国代表監督に就任している。2021年末に2022年のFIFAワールドカップへの出場が難しくなったため辞任した後、2022年11月に「重大な法律違反」の疑いにより中国当局の調査を受けた。後の報道によると、2019年の中国サッカー・スーパーリーグの試合で、武漢卓爾の監督として試合相手の天津天海と八百長を行なった疑いがある。関係する天津天海のゴールキーパーだった張鷺なども調査を受けた。2023年8月2日、贈収賄などの罪で起訴されたことが報じられた。
2024年12月13日、中国湖北省咸寧市の中級人民法院（地裁に相当）は、李鉄に懲役20年の一審判決を出した。判決は、李が代表監督になるための贈賄や、代表選手選考にあたっての収賄などで計1.2億元（約25億円）の贈収賄額を認定した。

## エピソード
2011年、中国網の取材に対し中国のサッカーのレベルがアジアにおいてすら二流の状態である事を嘆く一方で、約10年後には中国が、日本やオーストラリアを「追い越すのは難しいが、対等に戦えるまでにはなるだろう」と発言した。中国代表チームのランキングの低さにより、ヨーロッパのサッカーリーグで活躍している中国人選手がいない事を挙げ、中国代表がワールドカップに出場する事の重要性にも触れている。
現役時代は「走っても死なない（跑不死）」と称されスタミナ豊富な守備的MFとして活躍した。

## 個人成績
| 国内大会個人成績 | 国内大会個人成績  | 国内大会個人成績 | 国内大会個人成績   | 国内大会個人成績 | 国内大会個人成績 | 国内大会個人成績 | 国内大会個人成績 | 国内大会個人成績 | 国内大会個人成績 | 国内大会個人成績 | 国内大会個人成績 |
| 年度             | クラブ            | 背番号           | リーグ             | リーグ戦         | リーグ戦         | リーグ杯         | リーグ杯         | オープン杯       | オープン杯       | 期間通算         | 期間通算         |
| 年度             | クラブ            | 背番号           | リーグ             | 出場             | 得点             | 出場             | 得点             | 出場             | 得点             | 出場             | 得点             |
| 中国             | 中国              | 中国             | 中国               | リーグ戦         | リーグ戦         | リーグ杯         | リーグ杯         | FA杯             | FA杯             | 期間通算         | 期間通算         |
| ---------------- | ----------------- | ---------------- | ------------------ | ---------------- | ---------------- | ---------------- | ---------------- | ---------------- | ---------------- | ---------------- | ---------------- |
| 1998             | 遼寧              |                  | Cリーグ            | 0                | 0                |                  |                  |                  |                  |                  |                  |
| 1999             | 遼寧              |                  | Cリーグ            | 24               | 0                |                  |                  |                  |                  |                  |                  |
| 2000             | 遼寧              | 30               | Cリーグ            | 25               | 0                |                  |                  |                  |                  |                  |                  |
| 2001             | 遼寧              | 30               | Cリーグ            | 26               | 0                |                  |                  |                  |                  |                  |                  |
| 2002             | 遼寧              | 30               | Cリーグ            | 7                | 0                |                  |                  |                  |                  |                  |                  |
| イングランド     | イングランド      | イングランド     | イングランド       | リーグ戦         | リーグ戦         | FLカップ         | FLカップ         | FAカップ         | FAカップ         | 期間通算         | 期間通算         |
| 2002-03          | エバートン        | 12               | プレミアリーグ     | 28               | 0                | 3                | 0                | 1                | 0                | 32               | 0                |
| 2003-04          | エバートン        | 12               | プレミアリーグ     | 5                | 0                | 2                | 0                | 0                | 0                | 7                | 0                |
| 2004-05          | エバートン        | 12               | プレミアリーグ     | 0                | 0                | 0                | 0                | 0                | 0                | 0                | 0                |
| 2005-06          | エバートン        | 12               | プレミアリーグ     | 0                | 0                | 0                | 0                | 0                | 0                | 0                | 0                |
| 2006-07          | シェフィールドUtd | 30               | プレミアリーグ     | 0                | 0                | 1                | 0                | 0                | 0                | 1                | 0                |
| 2007-08          | シェフィールドUtd | 30               | チャンピオンシップ | 0                | 0                | 0                | 0                | 0                | 0                | 0                | 0                |
| 中国             | 中国              | 中国             | 中国               | リーグ戦         | リーグ戦         | リーグ杯         | リーグ杯         | FA杯             | FA杯             | 期間通算         | 期間通算         |
| 2008             | 成都謝菲聯        | 8                | Cリーグ            | 24               | 1                |                  |                  |                  |                  |                  |                  |
| 2009             | 遼寧              | 33               | Cリーグ            | 11               | 1                |                  |                  |                  |                  |                  |                  |
| 通算             | 中国              | 中国             | 1部                | 82               | 0                |                  |                  |                  |                  |                  |                  |
| 通算             | イングランド      | イングランド     | 1部                | 34               | 0                |                  |                  |                  |                  |                  |                  |
| 通算             | イングランド      | イングランド     | 2部                | 0                | 0                |                  |                  |                  |                  |                  |                  |
| 総通算           | 総通算            | 総通算           | 総通算             | 116              | 0                |                  |                  |                  |                  |                  |                  |

## 代表歴

### 出場大会
- 中国代表
  - 2002 FIFAワールドカップ

### 試合数
- 国際Aマッチ 92試合 6得点（1997年-2007年）[9]

| 中国代表 | 国際Aマッチ | 国際Aマッチ |
| 年       | 出場        | 得点        |
| -------- | ----------- | ----------- |
| 1997     | 23          | 2           |
| 1998     | 12          | 0           |
| 1999     | 0           | 0           |
| 2000     | 16          | 3           |
| 2001     | 21          | 1           |
| 2002     | 8           | 0           |
| 2003     | 1           | 0           |
| 2004     | 0           | 0           |
| 2005     | 2           | 0           |
| 2006     | 6           | 0           |
| 2007     | 3           | 0           |
| 通算     | 92          | 6           |

## 監督成績
2021年12月3日現在
| クラブ   | 国                 | 就任           | 退任          | 記録 | 記録 | 記録 | 記録 | 記録   |
| クラブ   | 国                 | 就任           | 退任          | 試   | 勝   | 分   | 敗   | 勝率   |
| -------- | ------------------ | -------------- | ------------- | ---- | ---- | ---- | ---- | ------ |
| 河北足球 | 中華人民共和国の旗 | 2015年8月18日  | 2016年8月27日 | 36   | 20   | 6    | 10   | 055.56 |
| 武漢足球 | 中華人民共和国の旗 | 2017年11月16日 | 2020年1月1日  | 62   | 31   | 17   | 14   | 050.00 |
| 中国代表 | 中華人民共和国の旗 | 2019年10月31日 | 2021年12月3日 | 12   | 6    | 1    | 5    | 050.00 |
| 合計     | 合計               | 合計           | 合計          | 110  | 57   | 24   | 29   | 051.82 |

## タイトル

### 選手時代
遼寧宏運足球倶楽部
- 中国サッカー・甲級リーグ:1回（2009）
- 中国サッカー・スーパーカップ:1回（1999）

個人
- 中国サッカー・甲級リーグMVP:1回（2001）
- 中国サッカー・甲級リーグベストイレブン:1回（2001）

### 監督時代
武漢卓爾足球倶楽部
- 中国サッカー・甲級リーグ:1回（2018）

個人
- 中国サッカー・甲級リーグ年間最優秀監督:1回（2018）